# Stefan Rohrbacher
Stefan Rohrbacher (* 10. November 1958 in Bad Schwalbach) ist ein deutscher Judaist.

## Leben und Laufbahn
Rohrbacher studierte Orientalistik, Judaistik, Bibliothekswissenschaft, Geschichte und Kunstgeschichte an den Universitäten Köln und Berlin. Nach der Promotion an der TU Berlin im Jahr 1991 war er wissenschaftlicher Mitarbeiter an der Historischen Kommission zu Berlin (1991–1993) und am Institut für die Geschichte der deutschen Juden in Hamburg (1994–1997).
Von 1997 bis 2002 war Rohrbacher Professor für Jüdische Studien an der Gerhard-Mercator-Universität Duisburg. Seit 2002 ist er Professor an der Heinrich-Heine-Universität Düsseldorf. Der frühere Vorsitzende des Verbandes der Judaisten in der Bundesrepublik Deutschland ist Mitglied des Vorstands der Wissenschaftlichen Arbeitsgemeinschaft des Leo Baeck Instituts.
Zu den thematischen Schwerpunkten seiner Arbeit gehören die jüdische Geschichte in Mitteleuropa, vor allem die der Frühen Neuzeit, die Frühgeschichte der jüdischen Aufklärung sowie die Geschichte von Judenfeindschaft und Antisemitismus.

### Überprüfung der Dissertation von Bundesministerin Schavan
Im Mai 2012 wurde der Promotionsausschuss der Philosophischen Fakultät der Universität Düsseldorf mit der Überprüfung von Plagiatsvorwürfen gegen Bundesbildungsministerin Annette Schavan betraut. Ein von Rohrbacher federführend erstellter Bericht kam zu dem Schluss, dass in der Dissertationsschrift eine „plagiierende Vorgehensweise“ sowie „leitende Täuschungsabsicht“ festzustellen sei. Das vorzeitig den Medien zugespielte Gutachten löste heftige Kontroversen in der Öffentlichkeit aus. Vom Präsidenten der Humboldt-Stiftung Helmut Schwarz wurde kritisiert, dass die Prüfungskommission keine externen Personen mit der Begutachtung der Dissertation beauftragt habe. Dagegen wandte sich der Präsident des Deutschen Hochschulverbandes Bernhard Kempen gegen „sachlich ungerechtfertigte Einwände und Verfahrensempfehlungen aus Politik und Teilen der Wissenschaft“ und erklärte das Gutachten für nicht diskreditiert. Die persönlichen Stellungnahmen einzelner gegen Rohrbachers Gutachten und das Vorgehen der Heinrich-Heine-Universität änderten freilich nichts an der Rechtsgültigkeit des Verfahrens zur Aberkennung des Doktorgrades von Schavan; auch Schavans anschließende Anfechtungsklage gegen den Beschluss der Hochschule scheiterte vor Gericht, da sich keine Verfahrensfehler feststellen ließen. Zudem wurden auch die Plagiatsbefunde und ihre Wertung durch Rohrbacher in der richterlichen Sachprüfung ausnahmslos bestätigt.

## Schriften (Auswahl)
als Autor
- Juden in Neuss. Verlag Galerie Küppers, Neuss 1986, ISBN 3-9801294-0-3.
- mit Michael Schmidt: Judenbilder. Kulturgeschichte antijüdischer Mythen und antisemitischer Vorurteile (= Rowohlts Enzyklopädie. 498). Rowohlt, Reinbek 1991, ISBN 3-499-55498-4.
- Gewalt im Biedermeier. Antijüdische Ausschreitungen in Vormärz und Revolution (1815–1848/49). Campus-Verlag, Frankfurt/New York 1993, ISBN 3-593-34886-1 (zugl. Dissertation, TU Berlin 1990).
- Die jüdische Landgemeinde im Umbruch der Zeit. Traditionelle Lebensform, Wandel und Kontinuität im 19. Jahrhundert. Stadtarchiv Göppingen, Göppingen 2000, ISBN 3-933844-33-9.
- Steine auf dem Paradies. Der jüdische Friedhof zu Ebern. Bürgerverein Ebern, o. O. 2016.

als Herausgeber
- mit Michael Brenner: Wissenschaft vom Judentum. Annäherungen nach dem Holocaust. Vandenhoeck & Ruprecht, Göttingen 2000, ISBN 3-525-20807-3.
- mit Jens Metzdorf: Geschichte in Gesichtern. Bildnisse Neusser Juden aus dem Fotoatelier Kleu 1935-1941. Stadtarchiv Neuss, Neuss 2008, ISBN 978-3-922980-91-9.
- Germania Judaica. Mohr, Tübingen 1995, 2003, 2009.